# Coco Gauff
Pour les articles homonymes, voir Gauff.
Cori Dionne Gauff, généralement surnommée Coco Gauff, née le 13 mars 2004 à Delray Beach (Floride), est une joueuse de tennis américaine, professionnelle depuis 2018. À ce jour, elle compte dix titres en simple et dix titres en double dames sur le circuit WTA.
En 2021, elle accède pour la première fois à une finale du Grand Chelem en double à l'US Open puis en simple à Roland-Garros en 2022. Elle remporte l'US Open en 2023, à l’âge de 19 ans, contre la Biélorusse Aryna Sabalenka. En 2024, elle remporte en double Roland-Garros avec comme partenaire la Tchèque Kateřina Siniaková. Elle remporte en simple les Masters de tennis féminin contre la Chinoise Zheng Qinwen. À seulement 20 ans, elle devient la plus jeune championne depuis Maria Sharapova en 2004 qui était âgée de seulement 17 ans. En 2025, elle remporte le simple de Roland-Garros en s'imposant une nouvelle fois en finale contre Aryna Sabalenka.

## Carrière
Cori Dionne Gauff est née le 13 mars 2004. Son prénom se prononce en anglais comme celui de son père, Corey, et elle préfère qu'on l'appelle Coco.

### Carrière junior
Repérée par Patrick Mouratoglou, entraîneur également de Holger Rune, en 2015, Cori Gauff s'entraîne dans son académie de tennis à Sophia Antipolis,.
En septembre 2017, elle atteint la finale de l'US Open junior, mais s'incline devant sa compatriote Amanda Anisimova.
En juin 2018, à l'âge de 14 ans et deux mois, elle remporte le tournoi de Roland Garros junior en battant en finale sa compatriote Catherine McNally. Seules Martina Hingis (victorieuse à 12 ans et 8 mois en 1993, puis à 13 ans et 8 mois en 1994), Jennifer Capriati (à 13 ans et 2 mois en 1989) et Gabriela Sabatini (à 14 ans en 1984) ont remporté ce titre à un âge inférieur.
En décembre 2018, elle remporte l'Orange Bowl en battant en finale la Chinoise Zheng Qinwen, de deux ans son ainée. Ce titre lui permet de finir l'année à la deuxième place du classement junior mondial, derrière la Française Clara Burel, alors qu'elle n'a encore que 14 ans.

### 2019. Débuts sur le circuit senior
Le 21 mars 2019, Cori Gauff, alors âgée de 15 ans et huit jours, remporte son premier match d'un grand tableau sur le circuit WTA en dominant sa compatriote Catherine McNally, 17 ans (3-6, 6-3, 6-4), au premier tour du Masters 1000 de Miami. En mai, à Roland-Garros, elle tente pour la première fois de se qualifier pour le tableau senior d'un tournoi du Grand Chelem : elle passe un tour contre l'Indienne Ankita Raina avant de s'incliner face à la Slovène Kaja Juvan lors des qualifications.

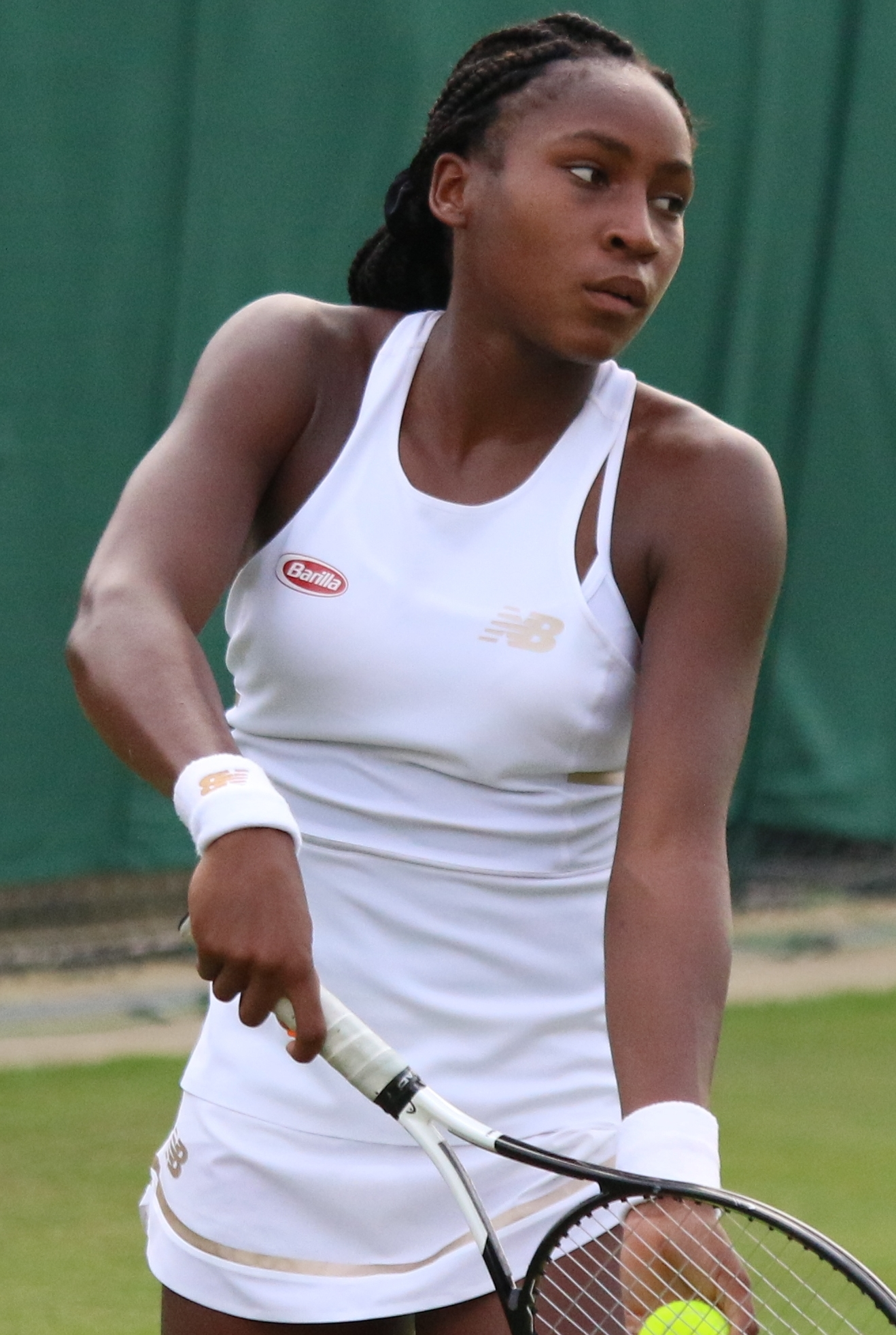
Coco Gauff à Wimbledon.

En juillet 2019, elle parvient à se qualifier pour le tournoi de Wimbledon en écartant notamment Aliona Bolsova et Greet Minnen, respectivement têtes de série no 1 et 19 des qualifications. Dans le tableau principal, elle affronte d'abord l'une de ses idoles, l'Américaine Venus Williams, qu'elle bat en deux sets (6-4, 6-4), devenant la plus jeune joueuse à remporter un match en Grand Chelem depuis Anna Kournikova en 1996,. Elle enchaîne au 2e tour en éliminant la Slovaque Magdaléna Rybáriková (6-3, 6-3) puis elle réalise un nouvel exploit en se qualifiant pour les huitièmes de finale après avoir écarté deux balles de match contre la Slovène Polona Hercog pour s’imposer finalement 3-6, 7-6, 7-5. Elle s'incline ensuite face à Simona Halep (3-6, 3-6). Ce parcours lui permet d'intégrer les 200 meilleures joueuses mondiales au classement WTA.
Lors du tournoi Citi Open à Washington, associée à Catherine McNally, elle gagne son premier titre en double sur le circuit WTA. En octobre, elle remporte son premier titre WTA en simple en Autriche à Linz face à Jeļena Ostapenko. La semaine suivante, elle remporte un deuxième titre en double, à nouveau avec sa partenaire McNally.

### 2020 - 2021. Révélation au plus haut niveau
Au début de l'année 2020, Cori Gauff parvient en huitièmes de finale de l'Open d'Australie en sortant la tenante du titre Naomi Osaka au troisième tour (6-3, 6-4) et perd face à Sofia Kenin (7-6, 3-6, 0-6).
Début 2021, elle s'incline aux deuxièmes tours d'Abu Dhabi, de Melbourne (contre Katie Boulter, 371e mondiale) et de l'Open d'Australie (éliminée par Elina Svitolina). Fin février, elle se qualifie pour le tableau principal d'Adelaïde en éliminant la Britannique Francesca Jones et Kaja Juvan. Elle aligne des victoires sur Jasmine Paolini, Petra Martić et sa compatriote Shelby Rogers pour atteindre les demi-finale. Battue par Belinda Bencic, 12e mondiale, elle entre dans le Top 40 à l'issue de cette performance.
Mi-mars, elle atteint quarts de finale du tournoi de Dubaï où elle perd face à Jil Teichmann, pour leur troisième rencontre de l'année. Passée par les qualifications, elle a effacé deux balles de match au cours de ces dernières contre la Russe Ekaterina Alexandrova. Elle finit sa tournée sur dur par une défaite d'entrée à Miami contre Anastasija Sevastova.

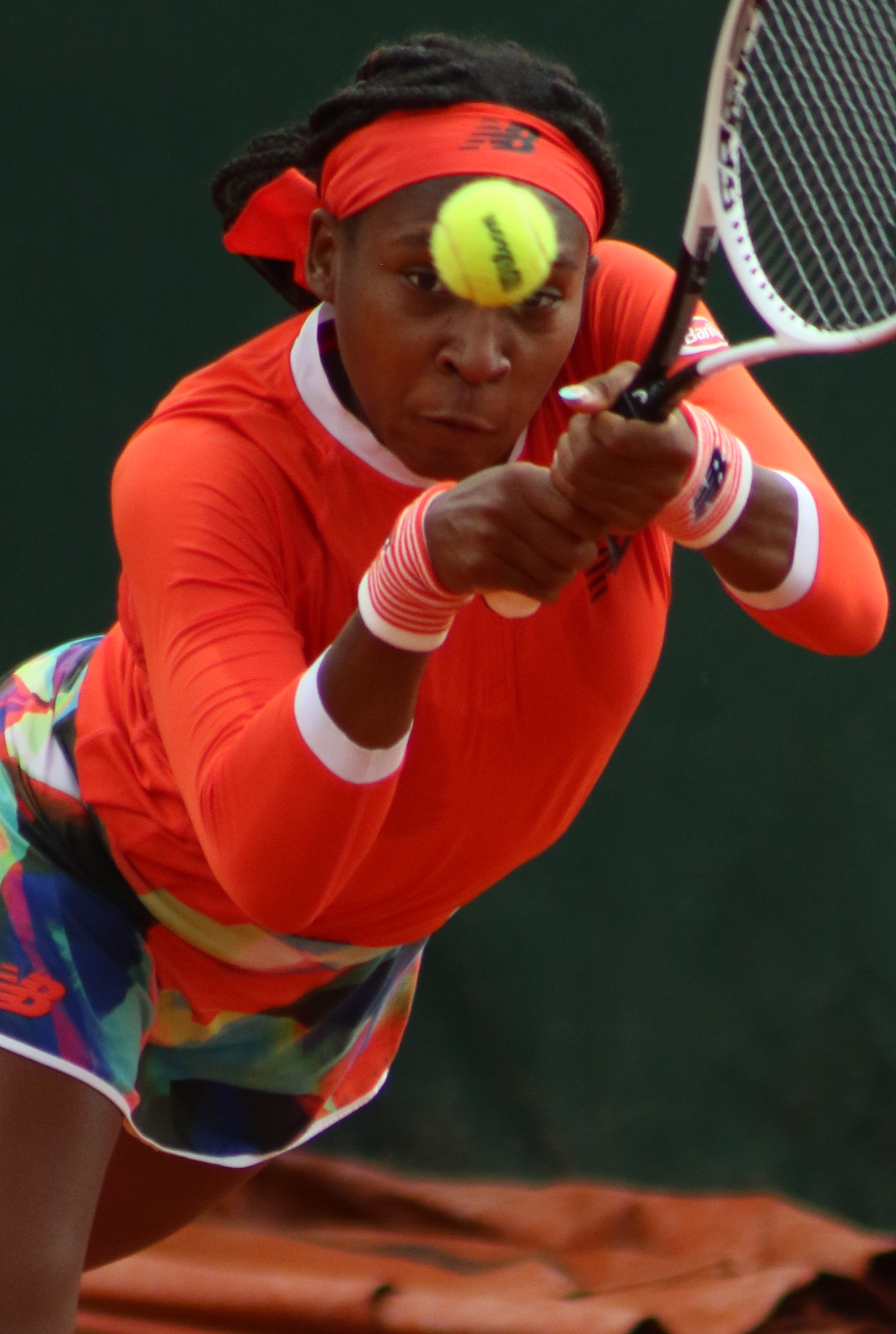
Coco Gauff à Roland Garros 2021.

La tournée sur terre battue la voit enchaîner les résultats convaincants (mise à part une élimination d'entrée à Madrid contre la neuvième mondiale Karolína Plíšková). D'abord à Charleston, elle parvient en quarts de finale, battue par la Tunisienne Ons Jabeur, puis à Rome, elle élimine coup sur coup Yulia Putintseva, double quarts de finaliste porte d'Auteuil, María Sákkari, la numéro quatre mondiale Aryna Sabalenka (7-5, 6-3) puis, alors qu'elle est menée au score, elle passe les quarts de finale, à la suite de l'abandon d'Ashleigh Barty (4-6, 1-2), et s'incline en demi-finale contre Iga Świątek (7-6, 6-3).
En mai, elle obtient son deuxième titre WTA en simple en battant Kaia Kanepi, Camila Giorgi la locale, Amanda Anisimova, Kateřina Siniaková et Wang Qiang en finale du tournoi de Parme. C'est son premier WTA 250, ainsi que son premier titre sur terre battue. Dans la foulée, elle remporte également le double avec sa compatriote Catherine McNally, le troisième titre accompagné de sa compatriote.
Une semaine plus tard, elle dispute Roland-Garros et s'impose contre la qualifiée Aleksandra Krunić (7-6, 6-4), Wang Qiang, qu'elle avait battue à Parme (6-3, 7-6), et profite de l'abandon de Jennifer Brady pour rejoindre la deuxième semaine pour la première fois dans le Grand Chelem parisien. Elle s'impose alors contre Ons Jabeur (6-3, 6-1) et se hisse dans un quart de finale de Grand Chelem pour la toute première fois de sa carrière. N'ayant pas perdu une seule manche jusqu'ici, elle est pourtant contrainte de s'incliner en quarts de finale contre la future lauréate du tournoi, la Tchèque Barbora Krejčíková (6-7, 3-6).
Durant la tournée sur gazon, elle parvient au deuxième tour d'Eastbourne (éliminée de nouveau par Anastasija Sevastova) puis en huitièmes de finale à Wimbledon pour la deuxième fois de sa jeune carrière, où elle s'incline face à la double lauréate Angelique Kerber (4-6, 3-6). Elle est contrainte de se retirer du tableau des Jeux olympiques de Tokyo en raison d'un test positif au Covid-19.
Elle joue ensuite Montréal et parvient en quarts de finale en mettant fin à une série de trois défaites contre Anastasija Sevastova, puis en profitant de l'abandon de la qualifiée Anastasia Potapova et du forfait de Johanna Konta. Elle perd la revanche de Parme contre Camila Giorgi. Elle clôt l'année en simple plus difficilement avec trois défaites aux deuxièmes tours de Cincinnati contre la numéro deux mondiale Naomi Osaka (6-4, 3-6, 4-6), de l'US Open face à sa compatriote Sloane Stephens (4-6, 2-6) et à Indian Wells contre l'Espagnole Paula Badosa (2-6, 2-6).
Avec la même partenaire, elle atteint la finale de l'US Open 2021. Elles sont battues par la paire Samantha Stosur et Zhang Shuai (6-3, 3-6, 6-3). Durant ce tournoi, elles battent les paires composées de Sara Errani - Carla Suárez Navarro, Tereza Martincová - Markéta Vondroušová, Darija Jurak - Andreja Klepač, Hsieh Su-wei - Elise Mertens et Gabriela Dabrowski - Luisa Stefani.

### 2022. Finales à Roland-Garros, numéro un mondialeen double
Cori Gauff passe le premier tour au tournoi d'Adélaïde (catégorie WTA 500) en battant Ulrikke Eikeri mais se fait ensuite éliminer par la numéro 1 mondiale Ashleigh Barty. La semaine suivante, toujours à Adelaïde en catégorie WTA 250, elle atteint les demi-finales en éliminant Kateřina Siniaková, Marta Kostyuk et Ana Konjuh. Elle est battue par la future lauréate, Madison Keys. Elle se présente en janvier à l'Open d'Australie où elle est éliminée d'entrée à la surprise générale par Wang Qiang (6-4, 6-2). Au tournoi de Dubaï, elle est battue au premier tour par Jessica Pegula (6-4, 6-4). Elle se reprend à Doha où son parcours est nettement plus convaincant. Tête de série numéro 14, elle vainc Shelby Rogers (6-2, 6-3), puis Caroline Garcia (6-2, 7-6) et Paula Badosa (6-2, 6-3). Elle est éliminée en quarts de finale sur un double 6-3 par María Sákkari.
À Indian Wells elle élimine au premier tour Claire Liu (6-1, 7-6), au second tour, elle subit la loi de Simona Halep (6-3, 6-4). À Miami, après avoir écarté Wang Qiang (7-5, 6-4), prenant sa revanche sur l'Open d'Australie, et plus difficilement Zhang Shuai (7-6, 7-6), elle accède aux huitièmes de finale où elle s'incline face à la future numéro 1 mondiale et future lauréate du tournoi, la Polonaise Iga Świątek (6-3, 6-1).
À Roland-Garros, après avoir éliminé en huitièmes de finale Elise Mertens (6-4, 6-0), en quarts de finale Sloane Stephens (7-5, 6-2), en demi-finale Martina Trevisan (6-3, 6-1), elle échoue en finale face à Iga Świątek (6-1, 6-3), soit sa troisième défaite sur trois rencontres. Associée à Jessica Pegula, elle arrive aussi en finale en double. Elles éliminent les paires Anna Bondár - Greet Minnen (6-4 4-6 6-4) en quarts, Madison Keys - Taylor Townsend (6-4 7-6) en demie. C'est face à Caroline Garcia et Kristina Mladenovic qu'elles échouent en finale (6-2 3-6 2-6).
En juin, pour son premier tournoi après sa finale à Roland Garros, elle atteint les demi-finales à Berlin, s'imposant contre Ann Li, Xinyu Wang et Karolína Plíšková (7-5, 6-4) en sauvant quatre balles de sets. Elle s'incline dans le dernier carré contre la Tunisienne Ons Jabeur, tête de série numéro une (6-7, 2-6).

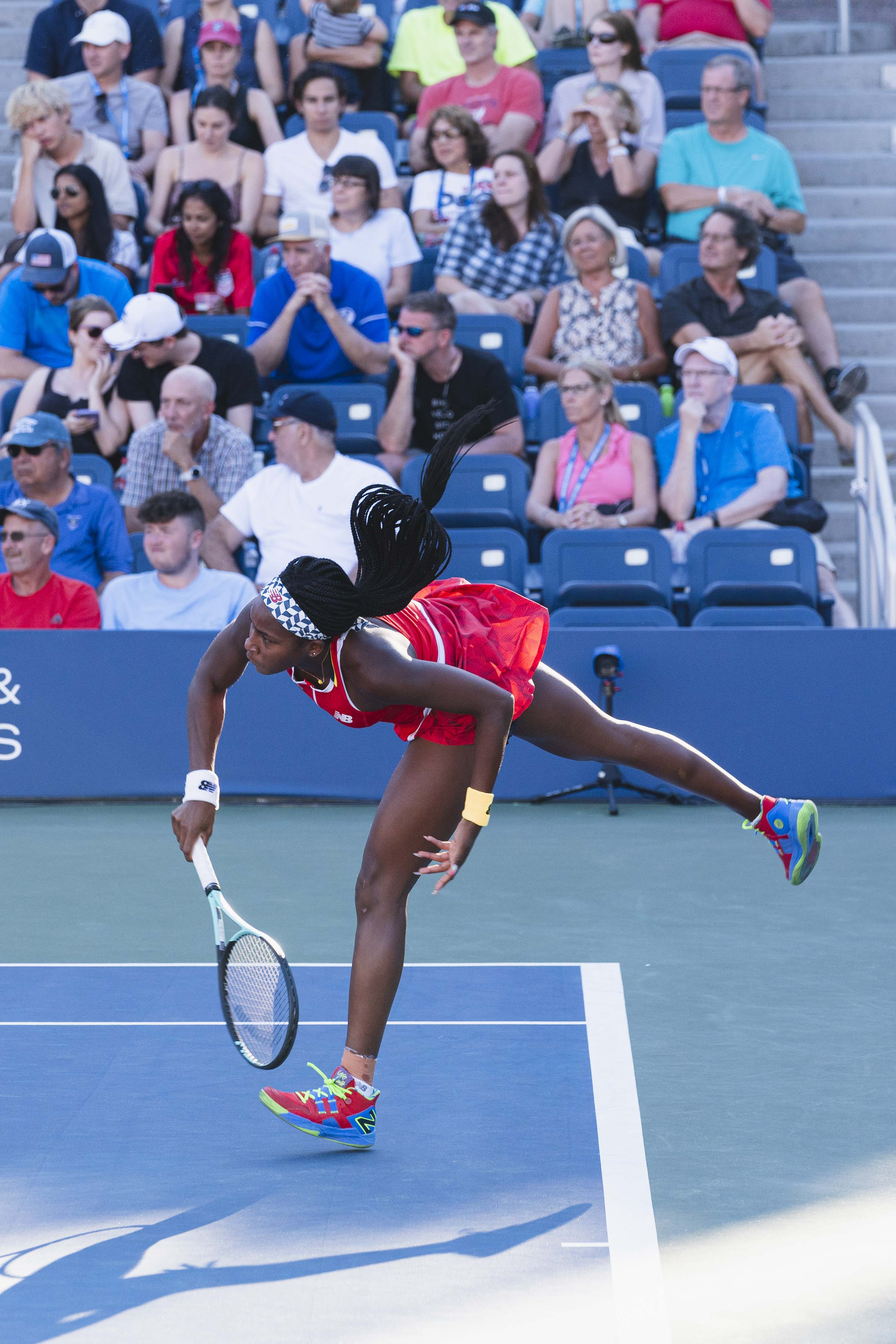
Coco Gauff au premier tour de l'US Open en doubles.

À Wimbledon, elle bat respectivement  les Roumaines Elena-Gabriela Ruse et Mihaela Buzărnescu. Au troisième tour, elle perd contre sa compatriote Amanda Anisimova.En août 2022, elle accède à la 1re place mondiale en double.
Lors de l'US Open elle se présente en simple et en double. En simple, elle accède aux quarts de finale après avoir éliminé Léolia Jeanjean, Elena-Gabriela Ruse, Madison Keys et Zhang Shuai. Elle s'incline ensuite face à Caroline Garcia. En double, elle est associée à Jessica Pegula avec qui elle essuie une contre-performance, la paire est éliminée au premier tour par Leylah Fernandez - Daria Saville malgré leur statut de tête de série numéro 2.
Elle parvient fin octobre en quarts de finale du tournoi de Guadalajara avec les victoires sur deux Italiennes, Elisabetta Cocciaretto et Martina Trevisan et une défaite contre l'ancienne numéro une mondiale Victoria Azarenka, qu'elle affronte pour la première fois (6-7, 6-4, 3-6).
Tout comme sa compatriote Jessica Pegula, elle joue le Masters de fin d'année et perd ses trois matchs en simple contre Daria Kasatkina (6-7, 3-6), Caroline Garcia (4-6, 3-6) et la numéro un mondiale Iga Świątek (3-6, 0-6) ainsi que ses trois matchs en double.

### 2023. Premier titre en Grand Chelem à l'US Open, vainqueur à Cincinnati et titre en double à Miami
L'Américaine entame sa saison de la plus belle des manières en emportant le troisième tournoi WTA de sa carrière à Auckland. Bénéficiant d'une concurrence assez faible, elle s'impose contre l'Allemande Tatjana Maria (6-4, 6-1), l'ancienne numéro quatre mondiale Sofia Kenin (6-4, 6-4), la Chinoise Zhu Lin (6-3, 6-2), la Monténégrine Danka Kovinić (6-0, 6-2) et la qualifiée espagnole Rebeka Masarova (6-1, 6-1) en deux petits sets.
Elle arrive en forme à l'Open d'Australie et élimine d'abord la Tchèque Kateřina Siniaková (6-1, 6-4) puis la Britannique Emma Raducanu (6-3, 7-6). Elle rallie la deuxième semaine en s'imposant contre sa compatriote Bernarda Pera, toujours en deux sets (6-3, 6-2) mais s'incline pour la deuxième fois de sa carrière à ce stade contre la Lettone Jeļena Ostapenko (5-7, 3-6).
Elle parvient en quarts de finale de Doha en février après avoir battue Petra Kvitová (6-3, 7-6), mais s'incline contre la Russe Veronika Kudermetova en trois sets (2-6, 6-3, 1-6). La semaine suivante à Dubaï elle bat d'abord Aliaksandra Sasnovich (6-0, 6-4) puis profite du forfait d'Elena Rybakina pour rallier les quarts de finale. Elle bat sa compatriote Madison Keys (6-2, 7-5) pour jouer les demi-finale d'un WTA 1000 pour la deuxième fois de sa carrière. Elle est battue à ce stade par la numéro un mondiale Iga Świątek (4-6, 2-6). Elle améliore ensuite sa meilleure performance à Indian Wells en atteignant les quarts de finale, écartant de son passage la qualifiée Cristina Bucșa (6-2, 6-4), la Tchèque Linda Nosková (6-4, 6-3) et une autre qualifiée Rebecca Peterson (6-3, 1-6, 6-4). Elle est battue par la dernière lauréate de l'Open d'Australie, la Biélorusse Aryna Sabalenka, numéro deux mondiale (4-6, 0-6).
Après avoir sorti Rebecca Marino à Miami (6-4, 6-3), elle est renversée dès le troisième tour par la Russe Anastasia Potapova (7-6, 5-7, 2-6). Elle tombe contre le même adversaire au deuxième tour de Stuttgart (2-6, 3-6) après s'être défait d'une autre joueuse Russe, Veronika Kudermetova (6-2, 4-6, 7-6). Elle remporte néanmoins le tournoi de Miami en double avec sa compatriote Jessica Pegula contre la paire Fernandez-Townsend (7-6, 6-2), leur troisième Masters 1000 en double et le premier de l'année.
Elle commence la saison de terre battue par le tournoi de Madrid et après être venue à bout de la locale Irene Burillo (6-4, 6-1), elle s'incline face à une autre Espagnole, Paula Badosa, l'ex-numéro deux mondiale (3-6, 0-6). Elle atteint le même stade dans la capitale italienne, expédiant la Kazakh Yulia Putintseva (6-0, 6-1), mais elle est renversée par la Tchèque Marie Bouzková (6-4, 2-6, 2-6). Arrivée à Roland Garros sans grand repère sur terre battue, elle enchaîne néanmoins les victoires contre l'Espagnole Rebeka Masarova (3-6, 6-1, 6-2), l'Autrichienne Julia Grabher (6-2, 6-3, en à peine plus d'une heure) et la très jeune qualifiée Mirra Andreeva (6-7, 6-1, 6-1) pour jouer la deuxième semaine. Elle dispose en huitièmes d'Anna Karolína Schmiedlová, qui n'a jamais joué à ce niveau (7-5, 6-2) et rejoint la tenante du titre qui l'avait battu en finale l'année passée Iga Świątek. Comme l'année passée et lors de leurs six confrontations, elle ne parvient pas à remporter le match (4-6, 2-6) contre la numéro une mondiale.
Elle commence la tournée sur gazon par une défaite au second tour de Berlin contre Ekaterina Alexandrova (4-6, 0-6), vainqueur il y a quelques jours du tournoi de S'Hertogenbosh. Elle enchaîne avec le tournoi d'Eastbourne et élimine ses compatriotes Bernarda Pera (6-3, 6-2) et Jessica Pegula (6-3, 6-3), sa compatriote de double et numéro quatre mondiale, ainsi que la Britannique invitée Jodie Burrage (6-1, 6-1). Arrivée en demi-finale, elle s'incline contre une troisième Américaine, Madison Keys (3-6, 3-6).
Attendue au tournoi de Wimbledon, Coco Gauff déçoit en s'inclinant pour la première fois d'entrée à Londres contre sa compatriote, ancienne numéro quatre mondiale et invitée par les organisateurs Sofia Kenin (4-6, 6-4, 2-6), qu'elle avait battue en début d'année à Auckland. Gauff entame alors une collaboration avec Brad Gilbert qui met l'accent sur l'amélioration de son service. Elle rebondit de belle manière en gagnant le tournoi de Washington début août sans perdre un seul set. Elle bat d'abord sa compatriote qualifiée Hailey Baptiste (6-1, 6-4), la 15e mondiale Belinda Bencic assez sèchement (6-1, 6-2), la 18e Liudmila Samsonova (6-3, 6-3) et la neuvième mondiale María Sákkari (6-2, 6-3). Il s'agit alors de son quatrième titre, le premier dans son pays natal et le premier en WTA 500.

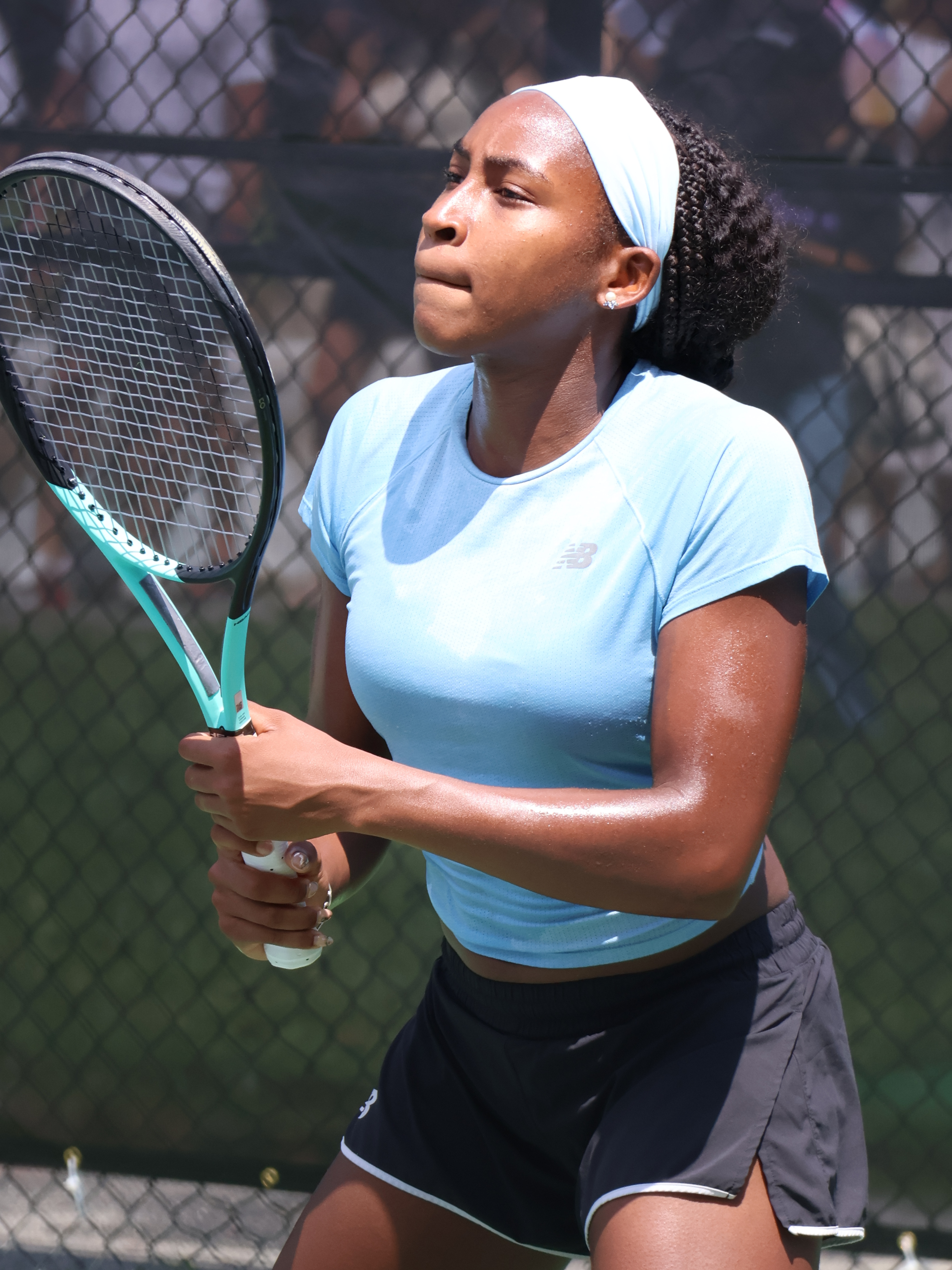
Coco Gauff à l'entraînement lors de l'US Open 2023, qu'elle remporte.

En forme, elle s'envole pour le Canada et dispute à Toronto le WTA 1000. Comme lors des deux dernières éditions, elle parvient en quarts de finale en écartant facilement Katie Boulter (6-2, 6-2) et la vainqueur du dernier Wimbledon, Markéta Vondroušová (6-3, 6-0). Elle joue alors son amie et coéquipière de doubles Jessica Pegula qui prend sa revanche du tournoi d'Eastbourne (2-6, 7-5, 5-7). À Cincinnati, elle franchit le deuxième tour pour la première fois contre Mayar Sherif (6-2, 6-2) puis profite d'un tableau ouvert pour parvenir en demi-finale en battant deux qualifiées, Linda Nosková (6-4, 6-0) et Jasmine Paolini (6-3, 6-2). Elle retrouve à ce stade la Polonaise Iga Świątek, numéro une mondiale et contre qui elle n'a jamais gagné de sets en sept confrontations (et qui l'a battu lors de ses deux demi-finales de WTA 1000, ainsi qu'en finale à Roland Garros). Elle parvient néanmoins à trouver le clefs du matchs et s'impose pour la première fois de sa carrière contre la Polonaise (7-6, 3-6, 6-4) pour jouer sa première finale dans cette catégorie. Elle rencontre la finaliste de Roland Garros, Karolína Muchová pour la première fois et s'impose en deux sets (6-3, 6-4) pour remporter son troisième titre de la saison, et le plus beau de sa carrière jusqu'à présent.
Elle améliore son palmarès lors de l'US Open, où elle est 6e tête de série. Elle vainc la qualifiée Laura Siegemund en perdant le premier set (3-6 6-2 6-4). Puis, elle élimine plus facilement Mirra Andreeva (6-3 6-2) dans un duel de jeunes prodiges. Elle poursuit son parcours en sortant Elise Mertens, tête de série 32 (3-6 6-3 6-0) et l'ex numéro une mondiale, Caroline Wozniacki (6-3 3-6 6-1). Elle croise ensuite le fer avec  la 20e tête de série: Jeļena Ostapenko, tombeuse de la numéro une et tenante du titre Iga Świątek. Elle l'élimine sur un score expéditif de 6-3 6-0. Elle sort ensuite de nouveau Karolína Muchová en demi-finale, 10e tête de série sur un score de 6-4 7-5. Après Roland-Garros 2022, elle réussit enfin à obtenir son premier titre majeur en éliminant la numéro 2 mondiale, Aryna Sabalenka (2-6 6-3 6-2). Elle obtient son premier titre majeur à 19 ans.
En double, associée à Jessica Pegula, elles échouent en quart de finale; face à la paire sino taïwanaise Hsieh Su-wei - Wang Xinyu.
Début octobre, elle dispute pour la première fois de sa carrière le tournoi de Pékin et gagne plusieurs matchs difficilement contre Ekaterina Alexandrova (7-5, 6-3) et Petra Martić (7-5, 5-7, 7-6). Elle s'impose en huitièmes de finale contre Veronika Kudermetova, vainqueur de Tokyo la semaine passée (7-6, 6-2) et en quart contre la Grecque María Sákkari, vainqueur de son premier WTA 1000 à Guadalajara quelque temps auparavant (6-2, 6-4). Elle retrouve la numéro deux Iga Świątek en demi-finale et s'incline (2-6, 3-6).
Elle s'envole à la fin du mois au Mexique pour disputer la Masters de fin d'année à Cancun. Elle y remporte sa première victoire, de manière écrasante contre la Tunisienne Ons Jabeur (6-0, 6-1) puis s'incline de nouveau contre Iga Świątek qui remporte le neuvième de leur dix derniers duels (0-6, 5-7). Elle réussit néanmoins à sortir des poules en renversant la Tchèque Markéta Vondroušová, vainqueur à Wimbledon (5-7, 7-6, 6-3).
Elle affronte en demi-finale sa compatriote et ami Jessica Pegula avec qui elle dispute le tournoi en doubles, et est éliminée très facilement (1-6, 2-6) pour son dernier match de l'année.

### 2024. Victoires au Masters, à Pékin et Auckland et demi-finaliste à l'Open d'Australie, Roland-Garros, Indian Wells, Rome et Wuhan
Tenante du titre à Auckland, elle s'impose dans le tournoi néo-zélandais pour la seconde fois de sa carrière en effaçant sur son passage sa compatriote Claire Liu (6-4, 6-2), la très jeune Brenda Fruhvirtová (6-3, 6-0), la Française Varvara Gracheva qui ne remporte que deux jeux (6-1, 6-1) et une autre Américaine, Emma Navarro (6-3, 6-1). Elle concède son seul set du tournoi en finale contre Elina Svitolina (6-7, 6-3, 6-3) qu'elle bat pour la première fois.
Elle s'envole ensuite à Melbourne jouer l'Open d'Australie où elle est tête de série numéro quatre. S'imposant aisément sur ses premiers tours contre Anna Karolína Schmiedlová (6-3, 6-0) et ses compatriotes Caroline Dolehide (7-6, 6-2) et Alycia Parks (6-0, 6-2), qui viennent de gagner leurs premiers match dans le Majeur australien, elle ne laisse que trois jeux à la Polonaise Magdalena Fręch (6-1, 6-2), novice en deuxième semaine de Grand Chelem. Elle se débarrasse également en quarts d'une autre joueuse n'ayant jamais connu ces hauteurs en Grand Chelem, l'Ukrainienne Marta Kostyuk (7-6, 6-7, 6-2), pour s'offrir un nouveau match contre la numéro deux mondiale et tenant du titre Aryna Sabalenka en demi-finale. Dans cette rencontre de prestige, le sort tourne en faveur de la Biélorusse (6-7, 4-6) qui remportera en fin de semaine son deuxième titre en Grand Chelem.
Elle s'envole mi-février pour le WTA 1000 de Doha mais signe une contre-performance en étant sortie d'entrée (pour la première fois dans ce type de tournoi depuis plus d'un an) par la Tchèque spécialiste du double, Kateřina Siniaková (2-6, 4-6), alors qu'elle est tête de série numéro deux. Elle retrouve la victoire une semaine plus tard à Dubaï contre la repêchée Elisabetta Cocciaretto (6-1, 7-5) puis renverse l'ancienne numéro une Karolína Plíšková, demi-finaliste à Doha quelques jours plus tôt (2-6, 6-4, 6-3) et qui reste sur onze victoires consécutives. Elle est surprise en quarts de finale par la Russe Anna Kalinskaya (6-4, 4-6, 2-6), déjà quart de finale à l'Open d'Australie en début d'année et qui atteint alors pour la première fois de sa carrière les demi-finale d'un WTA 1000.
Elle rejoue mi-mars à Indian Wells. Renversante contre la Française Clara Burel (2-6, 6-3, 7-6) qui passe à deux points de la rencontre, elle sort l'Italienne Lucia Bronzetti (6-2, 7-6) puis ne laisse que deux jeux à la Belge Elise Mertens (6-0, 6-2) en huitièmes de finale. Confrontée à la surprise Chinoise Yuan Yue en quarts de finale, elle l'écarte (6-4, 6-3) et joue ainsi sa première demi-finale en carrière dans le tournoi californien contre la Grecque María Sákkari. Au terme d'une rencontre disputée, elle cède la partie en trois manches (4-6, 7-6, 2-6). Elle parvient la semaine suivante en huitièmes de finale à Miami après des victoires nettes sur la qualifiée Nadia Podoroska (6-1, 6-2) et la Française repêchée Océane Dodin (6-4, 6-0), mais pour ne parvient pour sa cinquième participation toujours pas à rallier les quarts, éliminée par une autre Française Caroline Garcia (3-6, 6-1, 2-6).
Elle attaque la saison sur terre mi-avril à Munich en éliminant sa compatriote qualifiée Sachia Vickery difficilement (6-3, 4-6, 7-5), voyant son adversaire servir pour le match, puis se fait renverser dans un nouveau duel serré par l'Ukrainienne future finaliste Marta Kostyuk (6-3, 4-6, 6-7), passant cette fois à deux points du match qui prend alors sa revanche de l'Open d'Australie puis améliore son meilleur résultat au tournoi de Madrid en remportant ses deux premiers matchs facilement, infligeant deux roues de bicyclette à Arantxa Rus (6-0, 6-0) puis l'emportant contre Dayana Yastremska, demi-finaliste à l'Open d'Australie en début d'année (6-4, 6-1). Elle s'incline en huitièmes de finale, défaite par sa compatriote Madison Keys après un nouveau match serré (6-7, 6-4, 4-6). Elle confirme sa bonne forme avec une seconde demi-finale en carrière à Rome, disposant en deux manches de la Polonaise Magdalena Fręch (6-3, 6-3) pour la deuxième fois cette année et en trois manches de la repêchée Jaqueline Cristian dans un match décousu (6-1, 3-6, 6-0). Confrontée à l'ancienne numéro deux Paula Badosa, elle doit batailler pour obtenir la victoire (5-7, 6-4, 6-1) puis bat la jeune Chinoise Zheng Qinwen, finaliste à l'Open d'Australie en début de saison (7-6, 6-1). Elle subit une nouvelle fois la loi de la Polonaise Iga Świątek (4-6, 3-6), vainqueur de trois des quatre derniers Roland Garros et titrée à Madrid un peu plus tôt en mai.
À Roland-Garros, elle écrase la jeune Julia Avdeeva, 188e mondiale et qui dispute son premier match en Grand Chelem (6-1, 6-1) avant de se défaire de la Slovène ancienne demi-finaliste Tamara Zidanšek (6-3, 6-4) et de battre une seconde fois en quelques semaines Dayana Yastremska (6-2, 6-4) et qui n'avait jamais gagné de match aux Internationaux de France. Elle ne laisse également que des miettes en huitièmes de finale à l'Italienne Elisabetta Cocciaretto qui découvre la deuxième semaine en Majeur pour la première fois de sa carrière (6-1, 6-2) puis renverse la Tunisienne Ons Jabeur (4-6, 6-2, 6-3), neuvième joueuse mondiale. Elle revient ainsi pour la seconde fois de sa carrière dans le dernier carré du tournoi parisien mais y rencontre sa bête noire, la numéro une Iga Świątek qu'elle n'a battu qu'une seule fois en onze confrontations. Elle perd le match et s'arrête en demi-finale (2-6, 4-6), battue pour la troisième fois consécutive par la Polonaise à Roland-Garros. Malgré la défaite, elle atteint pour la première fois le second rang mondial au classement WTA derrière son adversaire à l'issue du tournoi.
Elle commence la saison sur herbe à Berlin, sortant la spécialiste du gazon Ekaterina Alexandrova (7-6, 6-2) et profitant de l'abandon de la double finaliste de Wimbledon Ons Jabeur (6-7 ab.). Elle rencontre sa compatriote et coéquipière de double Jessica Pegula qui revient sur le circuit et s'incline (5-7, 6-7) en demi-finale dans un match perturbé par la pluie. Attendue à Wimbledon, elle remporte aisément ses premiers matchs contre sa compatriote Caroline Dolehide (6-1, 6-2) qui n'a jamais gagné de matchs ici ainsi que les qualifiées Anca Todoni (6-2, 6-1) et Sonay Kartal (6-4, 6-0). Elle retrouve ainsi les huitièmes de finale au Temple pour la première fois depuis trois ans. Elle ne parvient cependant pas à améliorer son meilleur résultat, laissant une autre Américaine, Emma Navarro lui barrer la route (4-6, 3-6) et jouer son premier quart de finale en Grand Chelem en carrière.
Elle est nommée porte-drapeau de la délégation des États-Unis aux Jeux olympiques d'été de 2024 aux côtés du joueur de basket-ball LeBron James,.
Les semaines suivantes sont un petit passage à vide dans sa saison, avec un troisième tour perdu à l'Open du Canada contre la néophyte Diana Shnaider qui joue sa première saison pleine sur le circuit et une défaite dès son premier match à Cincinnati contre Yulia Putintseva (4-6, 6-2, 4-6) alors qu'elle est tenante du titre. Egalement titrée l'année passée à l'US Open, elle passe sans encombre ses premiers tours contre la Française Varvara Gracheva (6-2, 6-0), l'Allemande Tatjana Maria (6-4, 6-0) mais connaît plus de difficultés contre l'ancienne numéro trois mondiale Elina Svitolina (3-6, 6-3, 6-3). Elle est sortie du tournoi, comme à Wimbledon par sa compatriote Emma Navarro qui n'avait jusqu'à cette édition jamais remporté de matchs dans le quatrième Grand Chelem de la saison (3-6, 6-4, 3-6). Sur ce match, son service se révèle défaillant et elle réalise de nombreuses doubles fautes. Elle redescend à la cinquième place mondiale. À la suite de cette série de mauvais résultats, Coco Gauff et son entraîneur Brad Gilbert cessent leur collaboration.
Elle enchaîne en septembre puis octobre des victoires pour revenir en demi-finale du tournoi de Pékin, sur la Française Clara Burel (7-5, 6-3) qui joue pour la première fois le tournoi, la Britannique Katie Boulter (7-5, 6-2) et l'ancienne numéro une Naomi Osaka dont elle profite de l'abandon (3-6, 6-4 ab.). Elle renverse également en quarts de finale la surprise Ukrainienne Yulia Starodubtseva (2-6, 6-2, 6-2) qui joue le premier WTA 1000 de sa carrière à 24 ans. ainsi que l'Espagnole Paula Badosa (4-6, 6-4, 6-2), quart de finaliste à l'US Open et vainqueur de Washington, pour accéder à sa deuxième finale en WTA 1000, la première sur le continent asiatique. La même confrontation face à Karolína Muchová, demi-finaliste lors du dernier Majeur, tourne court, elle parvient à ne pas laisser de manches en route, comme lors des deux dernières confrontations avec la Tchèque (6-1, 6-3) qui perd ainsi sa cinquième finale consécutive. Pour l'Américaine, c'est une deuxième victoire en WTA 1000 en carrière.
Elle enchaîne avec le tournoi de Wuhan auquel elle prend part pour la première fois. Elle sort aisément victorieuse de la Bulgare Viktoriya Tomova (6-1, 6-2), de Marta Kostyuk (6-4, 6-1) et de la Polonaise Magda Linette (6-0, 6-4), signant sa huitième victoire consécutive pour rallier une nouvelle demi-finale de WTA 1000. Opposée à Aryna Sabalenka, numéro deux mondiale et vainqueur à l'US Open de son troisième titre du Grand Chelem, elle voit son adversaire revenir et gagner le match (6-1, 4-6, 4-6). Elle dispute pour la troisième année consécutive le Masters et s'y montre à son avantage en se qualifiant facilement, battant sa compatriote Jessica Pegula, récente finaliste à l'US Open (6-3, 6-2) ainsi que sa rivale Polonaise Iga Świątek pour la deuxième fois en carrière (6-3, 6-4), s'octroyant un billet pour le dernier carré du tournoi. Elle subit une défaite lors de son dernier match de poule contre la vainqueur de Wimbledon Barbora Krejčíková (5-7, 4-6) ce qui la contraint à la deuxième place du groupe Orange et à un nouveau match contre Aryna Sabalenka, qui a confirmé sa place de numéro une en fin d'année plus tôt dans le tournoi. Elle bat pour la troisième fois de sa carrière une numéro une (7-6, 6-3) et accède ainsi à la finale, jouant le titre contre une autre jeune joueuse, Zheng Qinwen qui joue pour la première fois le tournoi. Mal en point et menée 3-5 dans le dernier set, elle revient dans le match (3-6, 6-4, 7-6) et remporte à vingt ans son premier Masters en carrière.

### 2025. Finales à Madrid et Rome et victorieuse à Roland-Garros
Elle continue sur la lancée de sa fin de saison précédente à l'Open d'Australie où elle se débarrasse de l'ancienne lauréate Sofia Kenin (6-3, 6-3) et sort au deuxième tour la Britannique Jodie Burrage qui vient de remporter son premier match ici (6-3, 7-5). Elle poursuit son parcours en éliminant la Canadienne Leylah Fernandez, ancienne finaliste de l'US Open (6-4, 6-2) et affronte en huitième de finale la Suissesse Belinda Bencic, ancienne numéro quatre mondiale et qui revient sur le circuit après une grossesse. Malgré un premier set lâché, elle renverse son adversaire pour jouer les quarts (5-7, 6-2, 6-1). Annoncé favorite de son match contre l'ancienne numéro deux Paula Badosa, elle voit l'Espagnole la sortir en deux manches (5-7, 4-6) pour disputer sa première demi-finale en Majeur.
Elle reprend à Doha mi-février mais se fait surprendre par l'Ukrainienne Marta Kostyuk (2-6, 5-7) dès le premier tour, puis par sa compatriote McCartney Kessler, vainqueur du tournoi de Hobart en début de saison, à Dubaï (4-6, 5-7), son adversaire remportant ainsi son premier match contre une joueuse membre du Top 10 en carrière. Poussive contre la Japonaise Moyuka Uchijima qui dispute son premier Indian Wells (6-4, 3-6, 7-6), elle se montre plus solide contre l'ancienne numéro trois María Sákkari, finaliste l'année passée (7-6, 6-2). Elle mène mais se fait surprendre par la Suissesse Belinda Bencic revenue en forme de sa grossesse en ce début de saison (6-3, 3-6, 4-6). Elle s'arrête au même stade à Miami, ne parvenant pas à percer son plafond de verre en Floride, malgré une victoire en totale domination sur sa compatriote Sofia Kenin (6-0, 6-0) et une seconde de nouveau contre María Sákkari (6-2, 6-4). Elle est surprise par la Polonaise Magda Linette (4-6, 4-6), qui parvient pour la deuxième fois de sa carrière en quarts de finale d'un WTA 1000. 
Elle retrouve la terre battue à Stuttgart, facile contre la jeune locale Ella Seidel, invitée par les organisateurs (6-1, 6-1) mais confirme ses difficultées face à l'Italienne Jasmine Paolini (4-6, 3-6), finaliste à Roland Garros et Wimbledon l'année passée. Encaissant un 6-0 pour son premier set à Madrid, elle rebondit et remporte le match contre l'Ukrainienne Dayana Yastremska (0-6, 6-2, 7-5). Elle enchaîne avec deux victoires sur sa compatriote Ann Li qui joue pour la première fois le tournoi (6-2, 6-3) et Belinda Bencic qu'elle rencontre pour la troisième fois cette saison (6-4, 6-2). Jouant son premier quart en carrière ici, elle se défait de la très jeune Mirra Andreeva, vainqueur d'Indian Wells et de Dubaï (7-5, 6-1) pour rallier la demi-finale. Confronté à sa bête noire, Iga Świątek, qu'elle a battu en début d'année à la United Cup, elle enchaîne une troisième victoire consécutive contre la Polonaise, vainqueur des trois derniers Roland Garros en un peu plus d'une heure et concédant deux petits jeux (6-1, 6-1), impressionnant les observateurs. Sa première finale de la saison est une défaite contre la numéro une Aryna Sabalenka, finaliste de l'Open d'Australie en début de saison (3-6, 6-7) et qui devient à cette occasion la joueuse ayant remporté le plus de titres dans l'histoire du tournoi avec trois trophées.
Elle débute le tournoi de Rome par une victoire renversante contre la qualifiée Canadienne Victoria Mboko (3-6, 6-2, 6-1) qui dispute pour la première fois le tournoi, puis écarte la Polonaise Magda Linette (7-5, 6-3). Elle s'impose très nettement en huitièmes contre l'ancienne Top 10 Emma Raducanu (6-1, 6-2) et comme à Madrid, prend le dessus sur la jeune Mirra Andreeva (6-4, 7-6), demi-finaliste à Roland Garros l'année passée pour rallier le dernier carré. Opposée à la tombeuse d'Aryna Sabalenka, Zheng Qinwen, vainqueur de la médaille d'or aux Jeux Olympiques de Paris 2024, elle remporte un long match (7-6, 4-6, 7-6), parvenant pour la première fois de sa carrière en finale du tournoi italien. Elle joue la locale Jasmine Paolini qui l'élimine, comme à Stuttgart en deux manches (4-6, 2-6) et devient la première Italienne depuis quarante ans à gagner le tournoi romain.
À Roland-Garros, elle affronte l'Australienne Olivia Gadecki au premier tour et remporte son match facilement (6-2, 6-2). Lors du deuxième tour, elle est opposée à la Tchèque Tereza Valentová (6-4, 6-4) puis à la Tchèque Marie Bouzková au troisième tour (6-1, 7-6). Lors des huitièmes de finale, elle affronte la Russe Ekaterina Alexandrova (6-0, 7-5),. Elle bat par la suite sa compatriote Madison Keys (6-7, 6-4, 6-1) lors des quarts de finale,. En demi-finale, elle est opposée à la surprise du tournoi, la Française Loïs Boisson, qu'elle bat facilement (6-1, 6-2),. Le 7 juin 2025, elle remporte l'édition 2025 de Roland-Garros en battant en finale la Biélorusse Aryna Sabalenka après une bataille de 2 h 38 (6-7, 6-2, 6-4),.
Elle reprend par une défaite à Berlin contre la Chinoise Wang Xinyu qui obtient sa plus belle victoire en termes de classement (3-6, 3-6), puis une seconde dès le premier tour à Wimbledon, face à Dayana Yastremska qui prend sa revanche (6-7, 1-6) et sort sa première Top 10 sur gazon. Elle gagne son premier match depuis son titre à Roland Garros à Montréal, difficilement contre sa compatriote ancienne finaliste de l'Open d'Australie Danielle Collins (7-5, 4-6, 7-6) puis de nouveau rencontre des difficultés pour sortir la Russe Veronika Kudermetova (4-6, 7-5, 6-2). Elle voit la jeune invitée locale Victoria Mboko créer la surprise en huitièmes de finale (1-6, 4-6) et s'adjuger sa première victoire sur une Top 10 en même temps qu'accéder à son premier quart de finale en WTA 1000 en carrière à cette occasion. Elle à affaire à un début de tournoi tranquille à Cincinnati, prenant aisément sa revanche sur Wang Xinyu (6-3, 6-2) avant de profiter du forfait de Dayana Yastremska. Elle rencontre deux Italiennes, Lucia Bronzetti dont elle se débarrasse (6-2, 6-4) et la numéro neuf mondiale Jasmine Paolini qui la domine une troisième fois cette saison (6-2, 4-6, 3-6) en quart de finale.

## Palmarès

### Titres en simple dames
| No | Date       | Nom et lieu du tournoi              | Catégorie | Dotation     | Surface      | Finaliste        | Score          |          |
| -- | ---------- | ----------------------------------- | --------- | ------------ | ------------ | ---------------- | -------------- | -------- |
| 1  | 07-10-2019 | Upper Austria Ladies Open, Linz     | Intern'l  | 426 750 $    | Dur (int.)   | Jeļena Ostapenko | 6-3, 1-6, 6-2  | Parcours |
| 2  | 16-05-2021 | Emilia-Romagna Open, Parme          | WTA 250   | 235 238 $    | Terre (ext.) | Wang Qiang       | 6-1, 6-3       | Parcours |
| 3  | 02-01-2023 | ASB Classic, Auckland               | WTA 250   | 259 303 $    | Dur (ext.)   | Rebeka Masarova  | 6-1, 6-1       | Parcours |
| 4  | 31-07-2023 | Mubadala Citi DC Open, Washington   | WTA 500   | 780 637 $    | Dur (ext.)   | María Sákkari    | 6-2, 6-3       | Parcours |
| 5  | 14-08-2023 | Western & Southern Open, Cincinnati | WTA 1000  | 2 788 468 $  | Dur (ext.)   | Karolína Muchová | 6-3, 6-4       | Parcours |
| 6  | 28-08-2023 | US Open, Flushing Meadows           | G. Chelem | 29 488 400 $ | Dur (ext.)   | Aryna Sabalenka  | 2-6, 6-3, 6-2  | Parcours |
| 7  | 01-01-2024 | ASB Classic, Auckland               | WTA 250   | 267 082 $    | Dur (ext.)   | Elina Svitolina  | 64-7, 6-3, 6-3 | Parcours |
| 8  | 25-09-2024 | China Open, Pékin                   | WTA 1000  | 8 955 610 $  | Dur (ext.)   | Karolína Muchová | 6-1, 6-3       | Parcours |
| 9  | 02-11-2024 | WTA Finals Riyadh, Riyad            | Masters   | 15 250 000 $ | Dur (ext.)   | Zheng Qinwen     | 3-6, 6-4, 7-62 | Parcours |
| 10 | 25-05-2025 | Roland-Garros, Paris                | G. Chelem | 56 352 000 € | Terre (ext.) | Aryna Sabalenka  | 65-7, 6-2, 6-4 | Parcours |

### Finales en simple dames
| No | Date       | Nom et lieu du tournoi            | Catégorie | Dotation     | Surface      | Vainqueure      | Score     |          |
| -- | ---------- | --------------------------------- | --------- | ------------ | ------------ | --------------- | --------- | -------- |
| 1  | 22-05-2022 | Roland-Garros, Paris              | G. Chelem | 43 600 000 € | Terre (ext.) | Iga Świątek     | 6-1, 6-3  | Parcours |
| 2  | 22-04-2025 | Mutua Madrid Open, Madrid         | WTA 1000  | 7 854 000 $  | Terre (ext.) | Aryna Sabalenka | 6-3, 7-63 | Parcours |
| 3  | 06-05-2025 | Internazionali BNL d'Italia, Rome | WTA 1000  | 6 009 593 $  | Terre (ext.) | Jasmine Paolini | 6-4, 6-2  | Parcours |

### Titres en double dames
| No | Date       | Nom et lieu du tournoi                               | Catégorie | Dotation     | Surface      | Partenaire         | Finalistes                           | Score             |          |
| -- | ---------- | ---------------------------------------------------- | --------- | ------------ | ------------ | ------------------ | ------------------------------------ | ----------------- | -------- |
| 1  | 29-07-2019 | Citi Open Washington                                 | Intern'l  | 226 750 $    | Dur (ext.)   | Catherine McNally  | Maria Sanchez Fanny Stollár          | 6-2, 6-2          | Parcours |
| 2  | 14-10-2019 | Luxembourg Open Luxembourg                           | Intern'l  | 226 750 $    | Dur (int.)   | Catherine McNally  | Kaitlyn Christian Alexa Guarachi     | 6-2, 6-2          | Parcours |
| 3  | 16-05-2021 | Emilia-Romagna Open Parme                            | WTA 250   | 235 238 $    | Terre (ext.) | Catherine McNally  | Darija Jurak Andreja Klepač          | 6-3, 6-2          | Parcours |
| 4  | 20-02-2022 | Qatar TotalEnergies Open Doha                        | WTA 1000  | 2 331 698 $  | Dur (ext.)   | Jessica Pegula     | Veronika Kudermetova Elise Mertens   | 3-6, 7-5, [10-5]  | Parcours |
| 5  | 08-08-2022 | National Bank Open presented by Rogers Toronto       | WTA 1000  | 2 697 250 $  | Dur (ext.)   | Jessica Pegula     | Nicole Melichar-Martinez Ellen Perez | 6-4, 65-7, [10-5] | Parcours |
| 6  | 10-10-2022 | San Diego Open San Diego                             | WTA 500   | 757 900 $    | Dur (ext.)   | Jessica Pegula     | Gabriela Dabrowski Giuliana Olmos    | 1-6, 7-5, [10-4]  | Parcours |
| 7  | 13-02-2023 | Qatar TotalEnergies Open Doha                        | WTA 500   | 780 637 $    | Dur (ext.)   | Jessica Pegula     | Lyudmyla Kichenok Jeļena Ostapenko   | 6-4, 2-6, [10-7]  | Parcours |
| 8  | 21-03-2023 | Miami Open presented by Itaú Miami                   | WTA 1000  | 8 800 000 $  | Dur (ext.)   | Jessica Pegula     | Leylah Fernandez Taylor Townsend     | 7-66, 6-2         | Parcours |
| 9  | 29-05-2024 | Roland-Garros Paris                                  | G. Chelem | 53 478 000 € | Terre (ext.) | Kateřina Siniaková | Sara Errani Jasmine Paolini          | 7-6, 6-3          | Parcours |
| 10 | 27-07-2025 | Omnium Banque Nationale présenté par Rogers Montréal | WTA 1000  | 5 152 599 $  | Dur (ext.)   | McCartney Kessler  | Taylor Townsend Zhang Shuai          | 6-4, 1-6, [13-11] | Parcours |

### Finales en double dames
| No | Date       | Nom et lieu du tournoi              | Catégorie | Dotation     | Surface      | Vainqueures                           | Partenaire        | Score            |          |
| -- | ---------- | ----------------------------------- | --------- | ------------ | ------------ | ------------------------------------- | ----------------- | ---------------- | -------- |
| 1  | 30-08-2021 | US Open New York                    | G. Chelem | 57 462 000 $ | Dur (ext.)   | Samantha Stosur Zhang Shuai           | Catherine McNally | 6-3, 3-6, 6-3    | Parcours |
| 2  | 18-04-2022 | Porsche Tennis Grand Prix Stuttgart | WTA 500   | 757 900 $    | Terre (int.) | Desirae Krawczyk Demi Schuurs         | Zhang Shuai       | 6-3, 6-4         | Parcours |
| 3  | 22-05-2022 | Roland-Garros Paris                 | G. Chelem | 43 600 000 € | Terre (ext.) | Caroline Garcia Kristina Mladenovic   | Jessica Pegula    | 6-2, 3-6, 2-6    | Parcours |
| 4  | 25-04-2023 | Mutua Madrid Open Madrid            | WTA 1000  | 7 652 174 $  | Terre (ext.) | Victoria Azarenka Beatriz Haddad Maia | Jessica Pegula    | 6-1, 6-4         | Parcours |
| 5  | 09-05-2023 | Internazionali BNL d'Italia Rome    | WTA 1000  | 3 572 618 $  | Terre (ext.) | Storm Hunter Elise Mertens            | Jessica Pegula    | 6-4, 6-4         | Parcours |
| 6  | 07-05-2024 | Internazionali BNL d'Italia Rome    | WTA 1000  | 5 509 771 $  | Terre (ext.) | Sara Errani Jasmine Paolini           | Erin Routliffe    | 6-3, 4-6, [10-8] | Parcours |

## Parcours en Grand Chelem

### Victoires (2)
| Année | Tournoi       | Adversaire en finale | Score          |
| 2023  | US Open       | Aryna Sabalenka      | 2-6, 6-3, 6-2  |
| 2025  | Roland-Garros | Aryna Sabalenka      | 65-7, 6-2, 6-4 |

### Finale (1)
| Année | Tournoi       | Adversaire en finale | Score    |
| 2022  | Roland-Garros | Iga Świątek          | 1-6, 3-6 |

### En simple dames
| Année | Open d'Australie | Open d'Australie | Internationaux de France | Internationaux de France | Wimbledon       | Wimbledon         | US Open         | US Open              |
| ----- | ---------------- | ---------------- | ------------------------ | ------------------------ | --------------- | ----------------- | --------------- | -------------------- |
| 2018  | —                | —                | —                        | —                        | —               | —                 | Q1              | Heather Watson       |
| 2019  | —                | —                | Q2                       | Kaja Juvan               | 1/8 de finale   | Simona Halep      | 3e tour (1/16)  | Naomi Osaka          |
| 2020  | 1/8 de finale    | Sofia Kenin      | 2e tour (1/32)           | Martina Trevisan         | Annulé          | Annulé            | 1er tour (1/64) | Anastasija Sevastova |
| 2021  | 2e tour (1/32)   | Elina Svitolina  | 1/4 de finale            | Barbora Krejčíková       | 1/8 de finale   | Angelique Kerber  | 2e tour (1/32)  | Sloane Stephens      |
| 2022  | 1er tour (1/64)  | Wang Qiang       | Finale                   | Iga Świątek              | 3e tour (1/16)  | Amanda Anisimova  | 1/4 de finale   | Caroline Garcia      |
| 2023  | 1/8 de finale    | Jeļena Ostapenko | 1/4 de finale            | Iga Świątek              | 1er tour (1/64) | Sofia Kenin       | Victoire        | Aryna Sabalenka      |
| 2024  | 1/2 finale       | Aryna Sabalenka  | 1/2 finale               | Iga Świątek              | 1/8 de finale   | Emma Navarro      | 1/8 de finale   | Emma Navarro         |
| 2025  | 1/4 de finale    | Paula Badosa     | Victoire                 | Aryna Sabalenka          | 1er tour (1/64) | Dayana Yastremska |                 |                      |

N.B. : à droite du résultat se trouve le nom de l'ultime adversaire.

### En double dames
| Année | Open d'Australie                                                                     | Open d'Australie                                                                | Internationaux de France                                                              | Internationaux de France                                                      | Wimbledon                                                                       | Wimbledon                                                                          | US Open | US Open |
| ----- | ------------------------------------------------------------------------------------ | ------------------------------------------------------------------------------- | ------------------------------------------------------------------------------------- | ----------------------------------------------------------------------------- | ------------------------------------------------------------------------------- | ---------------------------------------------------------------------------------- | ------- | ------- |
| 2019  | —                                                                                    | —                                                                               | 1er tour (1/32) L. Bencheikh \|\| style="text-align:left;" \| Han X. Wang Y.          | —                                                                             | —                                                                               | 1/8 de finale C. McNally \|\| style="text-align:left;" \| V. Azarenka A. Barty     |         |         |
| 2020  | 1/4 de finale C. McNally \|\| style="text-align:left;" \| T. Babos K. Mladenovic     | 1/8 de finale C. McNally \|\| style="text-align:left;" \| A. Muhammad J. Pegula | Annulé                                                                                | Annulé                                                                        | 2e tour (1/8) C. McNally \|\| style="text-align:left;" \| N. Melichar Xu Y.     |                                                                                    |         |         |
| 2021  | 1/4 de finale C. McNally \|\| style="text-align:left;" \| N. Melichar D. Schuurs     | 1er tour (1/32) V. Williams \|\| style="text-align:left;" \| E. Perez Zheng S.  | 1er tour (1/32) C. McNally \|\| style="text-align:left;" \| V. Kudermetova E. Vesnina | Finale C. McNally                                                             | S. Stosur Zhang S.                                                              |                                                                                    |         |         |
| 2022  | 1er tour (1/32) C. McNally \|\| style="text-align:left;" \| M. Kostyuk D. Yastremska | Finale J. Pegula                                                                | C. Garcia K. Mladenovic                                                               | —                                                                             | —                                                                               | 1er tour (1/32) J. Pegula \|\| style="text-align:left;" \| D. Saville L. Fernandez |         |         |
| 2023  | 1/2 finale J. Pegula \|\| style="text-align:left;" \| S. Aoyama E. Shibahara         | 1/2 finale J. Pegula \|\| style="text-align:left;" \| L. Fernandez T. Townsend  | 1/8 de finale J. Pegula \|\| style="text-align:left;" \| L. Siegemund V. Zvonareva    | 1/4 de finale J. Pegula \|\| style="text-align:left;" \| Hsieh S.-w. Wang Xn. |                                                                                 |                                                                                    |         |         |
| 2024  | —                                                                                    | —                                                                               | Victoire K. Siniaková                                                                 | S. Errani J. Paolini                                                          | 1/4 de finale J. Pegula \|\| style="text-align:left;" \| Hsieh S.-w. E. Mertens | —                                                                                  | —       |         |

N.B. : le nom de la partenaire se trouve sous le résultat ; les noms des ultimes adversaires se trouvent à droite.

### En double mixte
| Année | Open d'Australie | Open d'Australie | Internationaux de France | Internationaux de France | Wimbledon                                                                            | Wimbledon | US Open                                                                         | US Open |
| ----- | ---------------- | ---------------- | ------------------------ | ------------------------ | ------------------------------------------------------------------------------------ | --------- | ------------------------------------------------------------------------------- | ------- |
| 2018  | —                | —                | —                        | —                        | —                                                                                    | —         | 2e tour (1/8) C. Eubanks \|\| style="text-align:left;" \| A. Rosolska N. Mektić |         |
| 2019  | —                | —                | —                        | —                        | 1er tour (1/32) J. Clarke \|\| style="text-align:left;" \| J. Ostapenko R. Lindstedt | —         | —                                                                               |         |
|       |                  |                  |                          |                          |                                                                                      |           |                                                                                 |         |
| 2022  | —                | —                | —                        | —                        | 1/2 finale J. Sock \|\| style="text-align:left;" \| S. Stosur M. Ebden               | —         | —                                                                               |         |
| 2023  | —                | —                | —                        | —                        | —                                                                                    | —         | 1er tour (1/16) J. Sock \|\| style="text-align:left;" \| A. Parks D. Kudla      |         |

N.B. : le nom du partenaire se trouve sous le résultat ; les noms des ultimes adversaires se trouvent à droite.

## Parcours en «Premier» et WTA 1000
Les tournois WTA « Premier Mandatory » et « Premier 5 » (entre 2009 et 2020) et WTA 1000 (à partir de 2021) constituent les catégories d'épreuves les plus prestigieuses, après les quatre levées du Grand Chelem. 

De 2009 à 2023, les tournois Premier Mandatory (dits tournois WTA 1000 obligatoires entre 2021 et 2023) regroupent Indian Wells, Miami, Madrid et Pékin, les autres constituant les tournois Premier 5 (tournois WTA 1000 non-obligatoires). À partir de 2024, le nombre de tournois WTA 1000 passe à 10 par saison (fin de l’alternance Doha / Dubaï), ces derniers devenant tous obligatoires et offrant tous 1000 points à la vainqueure (contre 900 points précédemment pour les tournois Premier 5).

### En simple dames
| Année |       |                             |                             |                            |                             |                              |                            |                           |                              |                       |  |                           |
| Doha  | Dubaï | Indian Wells                | Miami                       | Madrid                     | Rome                        | Canada                       | Cincinnati                 | Pékin                     |                              | Wuhan                 |  |                           |
| Doha  | Dubaï | Indian Wells                | Miami                       | Madrid                     | Rome                        | Canada                       | Cincinnati                 | Pékin                     | Guadalajara                  |                       |  |                           |
| Doha  | Dubaï | Indian Wells                | Miami                       | Madrid                     | Rome                        | Canada                       | Cincinnati                 | Pékin                     |                              |                       |  |                           |
| 2019  |       | WTA 500                     |                             |                            | 2e tour (1/32) D. Kasatkina |                              |                            |                           |                              |                       |  |                           |
| 2020  |       |                             | WTA 500                     | Annulé                     | Annulé                      | Annulé                       | 2e tour (1/16) G. Muguruza | Annulé                    | 1er tour (1/32) M. Sákkari   | Annulé                |  | Annulé                    |
| 2021  |       | WTA 500                     | 1/4 de finale J. Teichmann  | 3e tour (1/16) P. Badosa   | 2e tour (1/32) A. Sevastova | 1er tour (1/32) Ka. Plíšková | 1/2 finale I. Świątek      | 1/4 de finale C. Giorgi   | 2e tour (1/16) N. Osaka      | Annulé                |  | Annulé                    |
| 2022  |       | 1/4 de finale M. Sákkari    | WTA 500                     | 3e tour (1/16) S. Halep    | 4e tour (1/8) I. Świątek    | 3e tour (1/8) S. Halep       | 3e tour (1/8) M. Sákkari   | 1/4 de finale S. Halep    | 1er tour (1/16) M. Bouzková  | Hors calendrier       |  | 1/4 de finale V. Azarenka |
| 2023  |       | WTA 500                     | 1/2 finale I. Świątek       | 1/4 de finale A. Sabalenka | 3e tour (1/16) A. Potapova  | 3e tour (1/16) P. Badosa     | 3e tour (1/16) M. Bouzková | 1/4 de finale J. Pegula   | Victoire K. Muchová          | 1/2 finale I. Świątek |  |                           |
| 2024  |       | 2e tour (1/16) K. Siniaková | 1/4 de finale A. Kalinskaya | 1/2 finale M. Sákkari      | 4e tour (1/8) C. Garcia     | 4e tour (1/8) M. Keys        | 1/2 finale I. Świątek      | 3e tour (1/8) D. Shnaider | 2e tour (1/16) Y. Putintseva | Victoire K. Muchová   |  | 1/2 finale A. Sabalenka   |
| 2025  |       | 2e tour (1/16) M. Kostyuk   | 2e tour (1/16) M. Kessler   | 4e tour (1/8) B. Bencic    | 4e tour (1/8) M. Linette    | Finale A. Sabalenka          | Finale J. Paolini          | 4e tour (1/8) V. Mboko    | 1/4 de finale J. Paolini     |                       |  |                           |

Sous le résultat, l’ultime adversaire.
1. 1 2   Les tournois de Doha et Dubaï alternent le statut de tournoi WTA 1000 (ex Premier 5) entre 2009 et 2023 : les trois premières éditions ont lieu à Dubaï, les trois suivantes à Doha, puis Dubaï accueille le tournoi de cette catégorie les années impaires et Dubaï les années paires. De 2011 à 2023, la ville qui n’accueille pas de WTA 1000 organise à la place un tournoi WTA 500 (ex Premier).
2. 1 2 3 4 5 6 7   L’ordre de déroulement des tournois a évolué depuis 2009 : Rome se dispute avant Madrid et Cincinnati avant Montréal/Toronto jusqu’en 2010, tandis que Tokyo (2009-2013)-Wuhan (2014-2019, 2024-)-Guadalajara (2022-2023) ont lieu avant Pékin jusqu’en 2023.
3. 1 2 3 4 5 6 7 8  Du fait de la pandémie de Covid-19, les tournois d’Indian Wells, de Miami, de Madrid, du Canada, de Wuhan et de Pékin sont annulés en 2020. Ces deux derniers le sont également en 2021. Pour des raisons d’organisation, le tournoi de Cincinnati 2020 a exceptionnellement lieu à Flushing Meadows à New York.
4. ↑  Le 1er décembre 2021, le président de la WTA, Steve Simon, annonce que tous les tournois prévus en Chine et à Hong Kong sont suspendus à partir de 2022, en raison de préoccupations concernant la sécurité et le bien-être de la joueuse de tennis chinoise Peng Shuai après ses allégations de relations sexuelles non-consenties avec Zhang Gaoli, membre de haut rang du Parti communiste chinois. Le tournoi de Pékin revient en 2023. Le tournoi de Guadalajara remplace celui de Wuhan pendant deux ans, ce dernier réapparaissant en 2024.

## Parcours au Masters

### En simple dames
| # | Date       | Nom de l'édition      | ($)        | Surface    | Résultat              | Ultime adversaire | Score          |          |
| - | ---------- | --------------------- | ---------- | ---------- | --------------------- | ----------------- | -------------- | -------- |
| 1 | 31/10/2022 | WTA Finals Fort Worth | 5 000 000  | Dur (int.) | Round Nancy (défaite) | Caroline Garcia   | 4-6, 3-6       | Parcours |
| 1 | 31/10/2022 | WTA Finals Fort Worth | 5 000 000  | Dur (int.) | Round Nancy (défaite) | Daria Kasatkina   | 6-7, 3-6       | Parcours |
| 1 | 31/10/2022 | WTA Finals Fort Worth | 5 000 000  | Dur (int.) | Round Nancy (défaite) | Iga Świątek       | 3-6, 0-6       | Parcours |
| 2 | 29/10/2023 | WTA Finals Cancún     | 9 000 000  | Dur (ext.) | 1/2 finale            | Jessica Pegula    | 2-6, 1-6       | Parcours |
| 3 | 09/11/2024 | WTA Finals Riyad      | 15 250 000 | Dur (int.) | Victoire              | Zheng Qinwen      | 3-6, 6-4, 7-62 | Parcours |

### En double dames
| # | Date       | Nom de l'édition      | ($)       | Surface    | Résultat    | Partenaire     | Ultimes adversaires                   | Score            |          |
| - | ---------- | --------------------- | --------- | ---------- | ----------- | -------------- | ------------------------------------- | ---------------- | -------- |
| 1 | 31/10/2022 | WTA Finals Fort Worth | 5 000 000 | Dur (int.) | Round Robin | Jessica Pegula | Barbora Krejčíková Kateřina Siniaková | 6-2, 6-1         | Parcours |
| 2 | 29/10/2023 | WTA Finals Cancún     | 9 000 000 | Dur (ext.) | Round Robin | Jessica Pegula | Laura Siegemund Vera Zvonareva        | 3-6, 6-4, [10-8] | Parcours |

## Parcours aux Jeux olympiques

### En simple dames
| # | Date       | Nom de l'olympiade         | Surface             | Résultat      | Ultime adversaire | Score     |          |
| - | ---------- | -------------------------- | ------------------- | ------------- | ----------------- | --------- | -------- |
| 1 | 27/07/2024 | Olympic Tennis Event Paris | Terre battue (ext.) | 1/8 de finale | Donna Vekić       | 7-67, 6-2 | Parcours |

### En double dames
| # | Date       | Nom de l'olympiade         | Surface             | Résultat      | Partenaire     | Ultimes adversaires            | Score            |          |
| - | ---------- | -------------------------- | ------------------- | ------------- | -------------- | ------------------------------ | ---------------- | -------- |
| 1 | 27/07/2024 | Olympic Tennis Event Paris | Terre battue (ext.) | 2e tour (1/8) | Jessica Pegula | Karolína Muchová Linda Nosková | 2-6, 6-4, [10-5] | Parcours |

### En double mixte
| # | Date       | Nom de l'olympiade         | Surface             | Résultat      | Partenaire   | Ultimes adversaires                      | Score             |          |
| - | ---------- | -------------------------- | ------------------- | ------------- | ------------ | ---------------------------------------- | ----------------- | -------- |
| 1 | 27/07/2024 | Olympic Tennis Event Paris | Terre battue (ext.) | 1/4 de finale | Taylor Fritz | Gabriela Dabrowski Félix Auger-Aliassime | 7-62, 3-6, [10-8] | Parcours |

## Classements WTA en fin de saison
| Année          | 2018 | 2019 | 2020 | 2021 | 2022 | 2023 | 2024 |
| Rang en simple | 875  | 69   | 48   | 22   | 7    | 3    | 3    |
| Rang en double | –    | 77   | 45   | 21   | 4    | 3    | 25   |

Source : (en) Classements de Coco Gauff sur le site officiel de la Fédération internationale de tennis

## Records et statistiques

### Confrontations avec ses principales adversaires
Confrontations lors des différents tournois WTA avec ses principales adversaires (5 confrontations minimum et avoir été membre du top 10). Classement par pourcentage de victoires. Situation au 16 août 2025 :
| Joueuse         | Meilleur classement | Confrontations | Victoires | Défaites | Pourcentage de victoires | Dernière confrontation                         |
| --------------- | ------------------- | -------------- | --------- | -------- | ------------------------ | ---------------------------------------------- |
| Iga Świątek     | 1                   | 15             | 4         | 11       | 26,7                     | victoire (6-1, 6-1) à Madrid 2025              |
| Jessica Pegula  | 3                   | 6              | 2         | 4        | 33,3                     | victoire (6-3, 6-2) au Masters 2024            |
| Caroline Garcia | 4                   | 5              | 2         | 3        | 40                       | défaite (3-6, 6-1, 2-6) à Miami 2024           |
| Jasmine Paolini | 4                   | 5              | 2         | 3        | 40                       | défaite (6-2, 4-6, 3-6) à Cincinnati 2025      |
| Paula Badosa    | 2                   | 7              | 3         | 4        | 42,9                     | défaite (5-7, 4-6) à l'Open d'Australie 2025   |
| Madison Keys    | 5                   | 6              | 3         | 3        | 50                       | victoire (6-7, 6-4, 6-1) à Roland-Garros 2025  |
| María Sákkari   | 3                   | 10             | 5         | 5        | 50                       | victoire (6-2, 6-4) à Miami 2025               |
| Aryna Sabalenka | 1                   | 11             | 6         | 5        | 54,5                     | victoire (65-7, 6-2, 6-4) à Roland-Garros 2025 |
| Sofia Kenin     | 4                   | 5              | 3         | 2        | 60                       | victoire (6-0, 6-0) à Miami 2025               |
| Naomi Osaka     | 1                   | 5              | 3         | 2        | 60                       | victoire (3-6, 6-4 ab.) à Pékin 2024           |
| Belinda Bencic  | 4                   | 5              | 3         | 2        | 60                       | victoire (6-4, 6-2) à Madrid 2025              |
| Ons Jabeur      | 2                   | 8              | 6         | 2        | 75                       | victoire (7-69 ab.) à Berlin 2024              |

### Victoires sur le top 10
Toutes ses victoires sur des joueuses classées dans le top 10 de la WTA lors de la rencontre.
| Légende            |
| Grand Chelem       |
| Jeux olympiques    |
| Masters            |
| WTA 1000           |
| WTA 500            |
| Intern'l / WTA 250 |
| Fed Cup            |

| #  |        |  | Tournoi          | Année | Surface      |                     | Adversaire          | Rang   | Tour            | Score          | Tableau |
| -- | ------ |  | ---------------- | ----- | ------------ | ------------------- | ------------------- | ------ | --------------- | -------------- | ------- |
| 1  | no 110 |  | Linz             | 2019  | Dur (int.)   |                     | Kiki Bertens        | no 8   | 1/4             | 7-61, 6-4      | Tableau |
| 2  | no 67  |  | Open d'Australie | 2020  | Dur          |                     | Naomi Osaka         | no 4   | 1/16            | 6-3, 6-4       | Tableau |
| 3  | no 35  |  | Rome             | 2021  | Terre battue |                     | Aryna Sabalenka     | no 4   | 1/8             | 7-5, 6-3       | Tableau |
| 4  | no 35  |  | Rome             | 2021  | Terre battue | Ashleigh Barty      | no 1                | 1/4    | 4-6, 1-2 ab.    |                | Tableau |
| 5  | no 18  |  | Doha             | 2022  | Dur          |                     | Paula Badosa        | no 4   | 1/8             | 6-2, 6-3       | Tableau |
| 6  | no 13  |  | Berlin           | 2022  | Gazon        |                     | Karolina Pliskova   | no 7   | 1/4             | 7-5, 6-4       | Tableau |
| 7  | no 11  |  | Toronto          | 2022  | Dur          |                     | Aryna Sabalenka     | no 6   | 1/8             | 7-5, 4-6, 7-64 | Tableau |
| 8  | no 7   |  | Eastbourne       | 2023  | Gazon        |                     | Jessica Pegula      | no 4   | 1/4             | 6-3, 6-3       | Tableau |
| 9  | no 7   |  | Washington       | 2023  | Dur          |                     | María Sákkari       | no 9   | Finale          | 6-2, 6-3       | Tableau |
| 10 | no 7   |  | Montréal         | 2023  | Dur          |                     | Markéta Vondroušová | no 10  | 1/8             | 6-3, 6-0       | Tableau |
| 11 | no 7   |  | Cincinnati       | 2023  | Dur          |                     | Iga Świątek         | no 1   | 1/2             | 7-62, 3-6, 6-4 | Tableau |
| 12 | no 6   |  | US Open          | 2023  | Dur          |                     | Karolína Muchová    | no 10  | 1/2             | 6-4, 7-5       | Tableau |
| 13 | no 6   |  | US Open          | 2023  | Dur          | Aryna Sabalenka     | no 2                | Finale | 2-6, 6-3, 6-2   |                | Tableau |
| 14 | no 3   |  | Pékin            | 2023  | Dur          |                     | María Sákkari       | no 6   | 1/4             | 6-2, 6-4       | Tableau |
| 15 | no 3   |  | Masters          | 2023  | Dur          |                     | Ons Jabeur          | no 7   | RR              | 6-0, 6-1       | Tableau |
| 16 | no 3   |  | Masters          | 2023  | Dur          | Markéta Vondroušová | no 6                | RR     | 5-7, 7-64, 6-3  |                | Tableau |
| 17 | no 3   |  | Rome             | 2024  | Terre battue |                     | Zheng Qinwen        | no 7   | 1/4             | 7-64, 6-1      | Tableau |
| 18 | no 3   |  | Roland-Garros    | 2024  | Terre battue |                     | Ons Jabeur          | no 9   | 1/4             | 4-6, 6-2, 6-3  | Tableau |
| 19 | no 2   |  | Berlin           | 2024  | Gazon        |                     | Ons Jabeur          | no 10  | 1/4             | 7-69, 0-0 ab.  | Tableau |
| 20 | no 3   |  | Masters          | 2024  | Dur (int.)   |                     | Jessica Pegula      | no 6   | RR              | 6-3, 6-2       | Tableau |
| 21 | no 3   |  | Masters          | 2024  | Dur (int.)   | Iga Świątek         | no 2                | RR     | 6-3, 6-4        |                | Tableau |
| 22 | no 3   |  | Masters          | 2024  | Dur (int.)   | Aryna Sabalenka     | no 1                | 1/2    | 7-64, 6-3       |                | Tableau |
| 23 | no 3   |  | Masters          | 2024  | Dur (int.)   | Zheng Qinwen        | no 7                | Finale | 3-6, 6-4, 7-62  |                | Tableau |
| 24 | no 3   |  | United Cup       | 2025  | Dur          |                     | Iga Świątek         | no 2   | Finale          | 6-4, 6-4       | Tableau |
| 25 | no 4   |  | Madrid           | 2025  | Terre battue |                     | Mirra Andreeva      | no 7   | 1/4             | 7-5, 6-1       | Tableau |
| 26 | no 4   |  | Madrid           | 2025  | Terre battue | Iga Świątek         | no 2                | 1/2    | 6-1, 6-1        |                | Tableau |
| 27 | no 3   |  | Rome             | 2025  | Terre battue |                     | Mirra Andreeva      | no 7   | 1/4             | 6-4, 7-65      | Tableau |
| 28 | no 3   |  | Rome             | 2025  | Terre battue | Zheng Qinwen        | no 8                | 1/2    | 7-63, 4-6, 7-64 |                | Tableau |
| 29 | no 2   |  | Roland-Garros    | 2025  | Terre battue |                     | Madison Keys        | no 8   | 1/4             | 6-7, 6-4, 6-1  | Tableau |
| 30 | no 2   |  | Roland-Garros    | 2025  | Terre battue | Aryna Sabalenka     | no 1                | Finale | 65-7, 6-2, 6-4  |                | Tableau |

## Commanditaires
Coco Gauff utilise une raquette de la marque Head, le modèle Boom MP 2022. Ses ensembles et ses souliers sont quant à eux commandités par New Balance depuis l'âge de 14 ans. En mars 2019, Gauff a annoncé la signature d'une entente avec la compagnie alimentaire Barilla qui commandite également Roger Federer. En janvier 2023, Coco Gauff est nommée ambassadrice de marque pour la firme comptable Baker Tilly US, LLP. Coco Gauff possède aussi des contrats commanditaires avec Bose, UPS, Ray-Ban et Meta.
Lors de l'Open d'Australie 2024, Coco Gauff présente un nouveau modèle de chaussures ayant des coordonnées géographiques inscrites sur la semelle. Dans une entrevue d'après match, elle révèle que ces coordonnées pointent vers des terrains de tennis publics de la ville de Delray Beach en Floride où elle s'est entraînée lorsqu'elle était jeune.